# Comuna Sveti Martin na Muri, Međimurje
Sveti Martin na Muri este o comună în cantonul Međimurje, Croația, având o populație de 2.605 locuitori (2011).

## Demografie
Componența etnică a comunei Sveti Martin na Muri
     Croați (97,43%)
     Sloveni (1,69%)
     Necunoscut (0%)
     Neclasificat (0,69%)
Componența confesională a comunei Sveti Martin na Muri
     Catolici (97,7%)
     Necunoscută (0,92%)
     Alte religii (1,38%)
Conform recensământului din 2011, comuna Sveti Martin na Muri avea 2.605 locuitori. Din punct de vedere etnic, majoritatea locuitorilor (97,43%) erau croați, cu o minoritate de sloveni (1,69%). Din punct de vedere confesional, majoritatea locuitorilor (97,7%) erau catolici. Pentru 0,92% din locuitori nu este cunoscută apartenența confesională.